# Justyna Lesman
Justyna Lesman (ur. 6 listopada 1980 w Człuchowie) – polska lekkoatletka, specjalizująca się w biegach na średnich i długich dystansach.

## Kariera
Startowała na mistrzostwach Europy w 2006 w Göteborgu, gdzie odpadła w eliminacjach biegu na 1500 metrów. Dwa razy wystąpiła w finale Pucharu Europy w biegu na 3000 metrów: w 2005 była piąta, a w 2006 trzecia (9:02,64). W 2003 zwyciężyła w biegu na 3000 metrów podczas I ligi PE (9:09,87). Wzięła także udział w Mistrzostwach Świata w Biegach Przełajowych w 2005 w Saint-Étienne i Saint-Galmier, gdzie zajęła 64. miejsce w biegu na krótkim dystansie.
Trzykrotnie zdobywała mistrzostwo Polski:
- bieg na 1500 metrów - 2003
- bieg przełajowy - 2005 i 2006

Rekordy życiowe:
- bieg na 800 metrów – 2:02,89
- bieg na 1000 metrów – 2:42,87
- bieg na 1500 metrów – 4:07,14
- bieg na 3000 metrów – 8:52,32
- bieg na 5000 metrów – 16:57,32

Była zawodniczką KS Piętka Katowice.